# San Ramón, Tabasco
San Ramón är en ort i Mexiko.   Den ligger i kommunen Tacotalpa och delstaten Tabasco, i den sydöstra delen av landet, 700 km öster om huvudstaden Mexico City. San Ramón ligger 26 meter över havet och antalet invånare är 662.
Terrängen runt San Ramón är platt norrut, men söderut är den kuperad. Terrängen runt San Ramón sluttar norrut. Runt San Ramón är det ganska tätbefolkat, med 56 invånare per kvadratkilometer. Närmaste större samhälle är Teapa, 14,6 km väster om San Ramón. Trakten runt San Ramón består till största delen av jordbruksmark.